# إيناللو
إيناللو هي قرية في مقاطعة نير، إيران. يقدر عدد سكانها بـ 129 نسمة بحسب إحصاء 2016.